# 鄭傑 (正德進士)
鄭傑（1469年—16世紀），字伯興，湖廣黃州府蘄州廣濟縣人，明朝政治人物。

## 生平
鄭傑是弘治八年（1495年）乙卯科湖廣鄉試第三名舉人，正德六年（1511年）成辛未科會試第六十五名，三甲進士，獲授揚州推官，以洗冤惠民為己任，之後入朝擔任吏部文選司郎中，提拔士子、抑壓非分，因為直言被奪俸，再貶謫為邛州知州，後陞大理寺丞，處事公允。

## 家族
祖父鄭達。父鄭宜。前母馬氏，母楊氏，继母楊氏。永感下。

## 引用
1. 1 2  四庫全書《湖廣通志·卷四十九·鄉賢志》：鄭傑，字伯興，達之孫，正德辛未進士。除揚州推官，以洗寃澤物為己任，入掌文選，拔幽滯、抑僥倖，因言事謫臨卭，單車就道，歷陞大理寺丞，持法平允。
2. ↑  同治《廣濟縣志·卷六·選舉志》：正德丁卯（舉人）……鄭傑 進士
3. ↑  《明世宗肅皇帝實錄·卷七十九》：（嘉靖六年八月壬申）上特宥玘【已】謫文選郎中鄭傑、外任主事劉序等奪俸三月。